# Amelvonnebeek
De Amelvonnebeek soms ook Amelvonnesbeek is een beek in Vlaams-Brabant in België die behoort tot het stroomgebied van de Schelde. De Amelvonnebeek ontspringt te Relegem en stroomt via Hamme (deelgemeente van Merchtem) naar Wemmel en vormt daar de grens tussen Wemmel en Hamme. Verder ligt zij precies op de gemeentegrens tussen Wemmel en Oppem (deelgemeente van Meise). Daar bevindt zich ook het Hollandbos op grondgebied Wemmel.
Stroomafwaarts van de Amelgemmolen stroomt de Amelvonnebeek dwars door de Plantentuin in Meise richting Grimbergen waar zij ter hoogte van het Nekkerbos uitmondt in de Maalbeek.  Net voor de monding in de Maalbeek bevindt zich de voormalige Dewaetmolen.
De beek kent verschillende andere namen: Hammervonderbeek, Hammervonnisbeek en Meise-Molenbeek.
In 2023 creëerde de Vlaamse Landmaatschappij meanders op de Amelvonnebeek ten westen van de kasteelvijver in de Plantentuin Meise.

## Waterkwaliteit
Het burgerwetenschaponderzoek Watermonsters bracht in 2025 aan het licht dat de Amelvonnebeek van bron tot monding sterk vervuild is met E. coli-bacterie.